# Aloe niebuhriana
Áloë niebuhriána (лат.) — один из видов рода Алоэ семейства Асфоделовые (Asphodelaceae), суккулентное растение. Эндемик Йемена и Саудовской Аравии.

## Этимология
Видовой эпитет «niebuhriana» дан в честь немецкого ботаника и исследователя арабских стран Карстена Нибура.

## Описание
Это сочное растение с листьями, сгруппированными в базальные розетки. Листья широкие, длинные, мясистые и зеленые, без пятен или линий, но с полями, вооруженными шипами. Цветки трубчатые оранжево-розового цвета, головки которых сгруппированы плотно на конце ствола розетки.

## Систематика
Растение было описано южноафриканским ботаником Джоном Якобом Лавраносом (англ. John Jacob Lavranos), сведения о растении впервые были опубликованы в журнале Journal of South African Botany 31:68 в 1965 году.